# ゆらぎの森
ゆらぎの森（ゆらぎのもり）は、愛媛県新居浜市別子山に造られた森林公園で、正式には「新居浜市別子山森林公園ゆらぎの森」という。

## 概要
2000年（平成12年）にオープンした。標高700mから900mに位置し、赤石連山の四季折々の景色が望める。園内には、安徳天皇墳墓伝説の地の石碑があり、隣接して山城八幡神社がある。最高所にはヘリポートがあり、そこから赤石山系が一望できる。なお、2003年（平成15年）3月には愛媛県によってえひめ森林浴八十八ヶ所83番に指定された。2003年11月4日には、山城八幡神社社叢林（ケヤキ・アカシデ・スギ・イロハカエデ・ウラジロガシ）が新居浜市指定天然記念物に指定されている。

## 設備

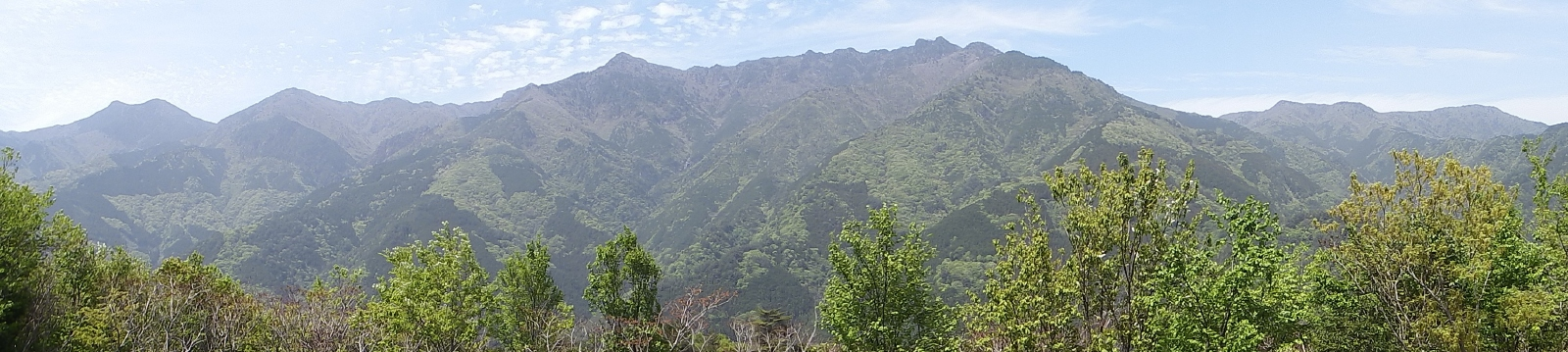
赤石山系をヘリポートから臨む（左から東赤石山・権現山・エビラ山・二ッ岳）

- パーゴラ : 藤の花が5月頃に見頃となる直径45mのドーム型藤棚
- オーベルジュゆらぎ : 宿泊施設を備えたレストラン
- 作楽工房 : 親子木工体験が可能な工房
- 炭工房
- 椎茸園

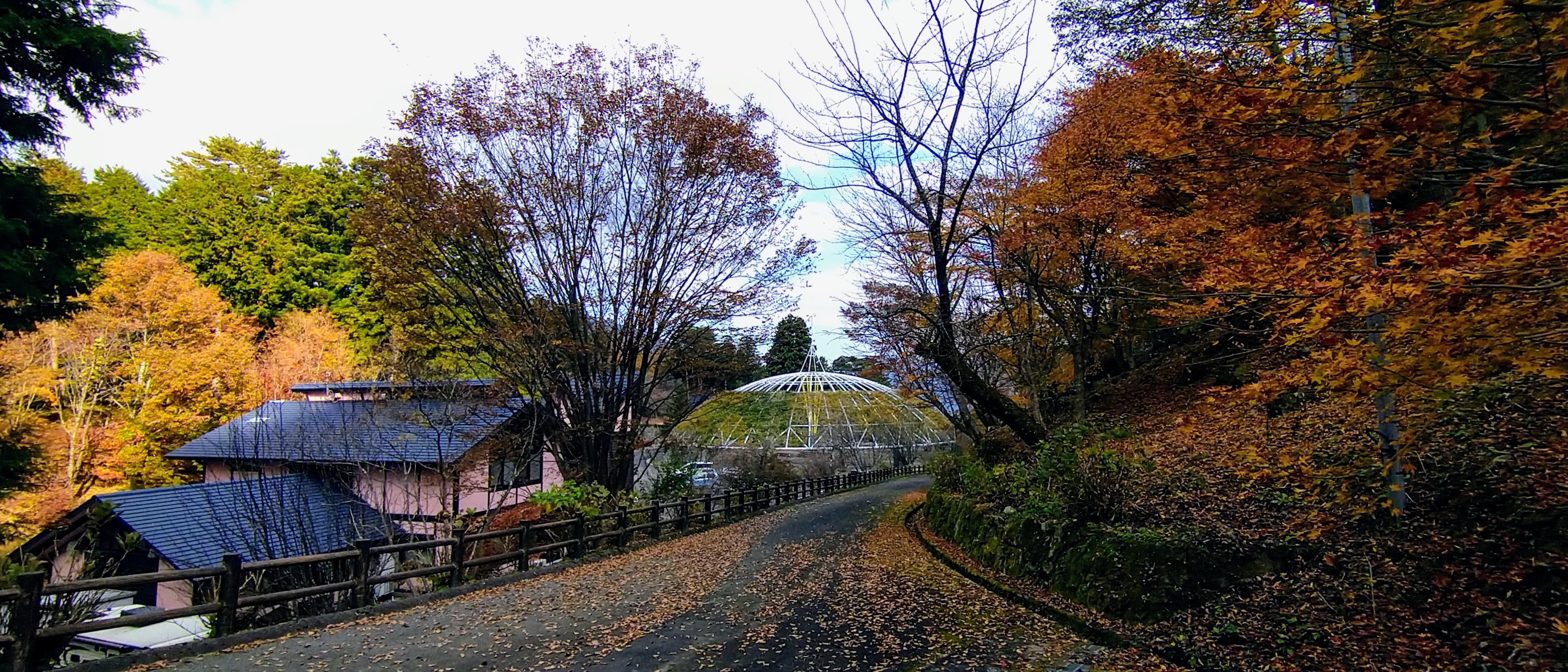
パーゴラ
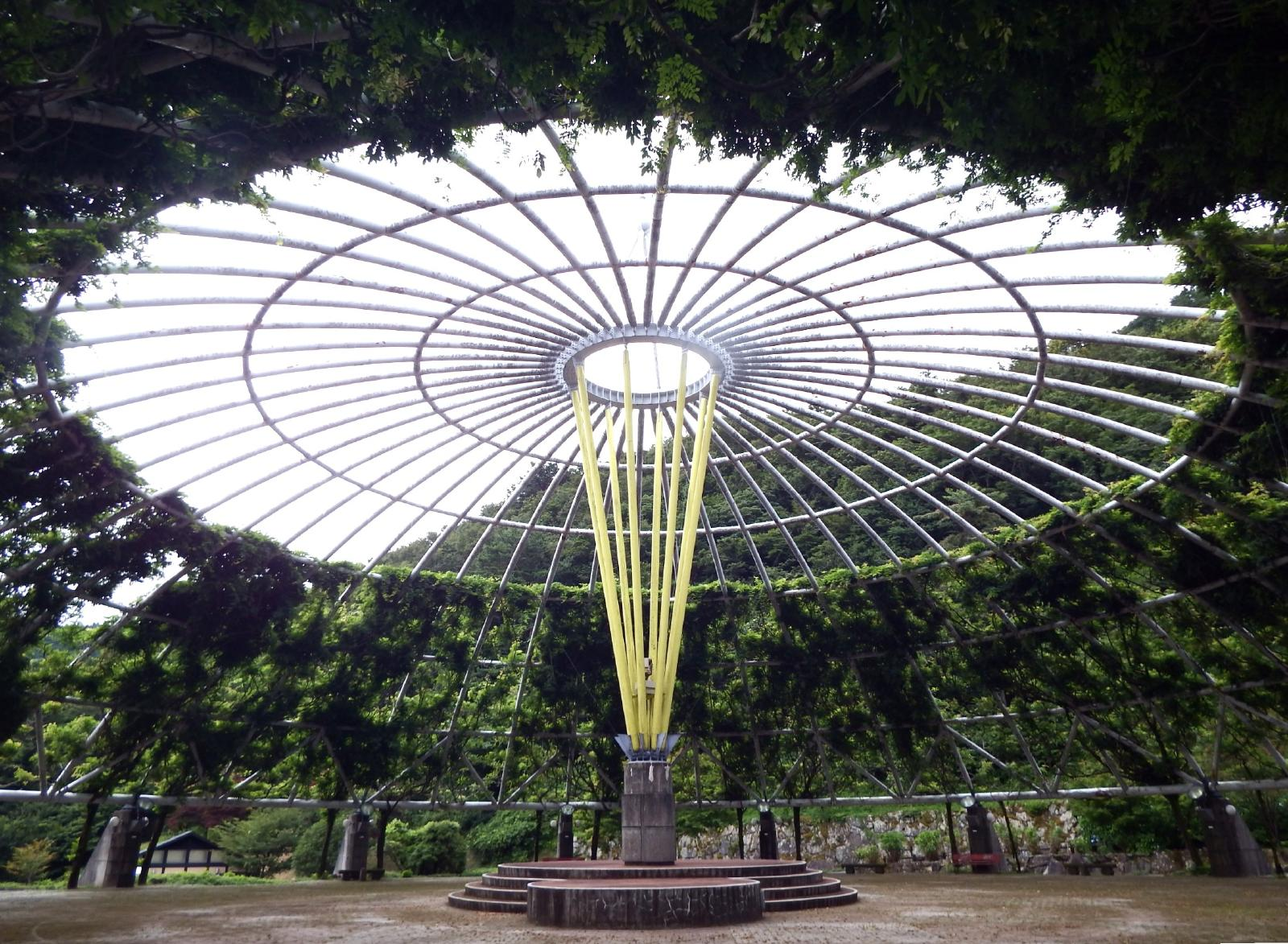
パーゴラ内部
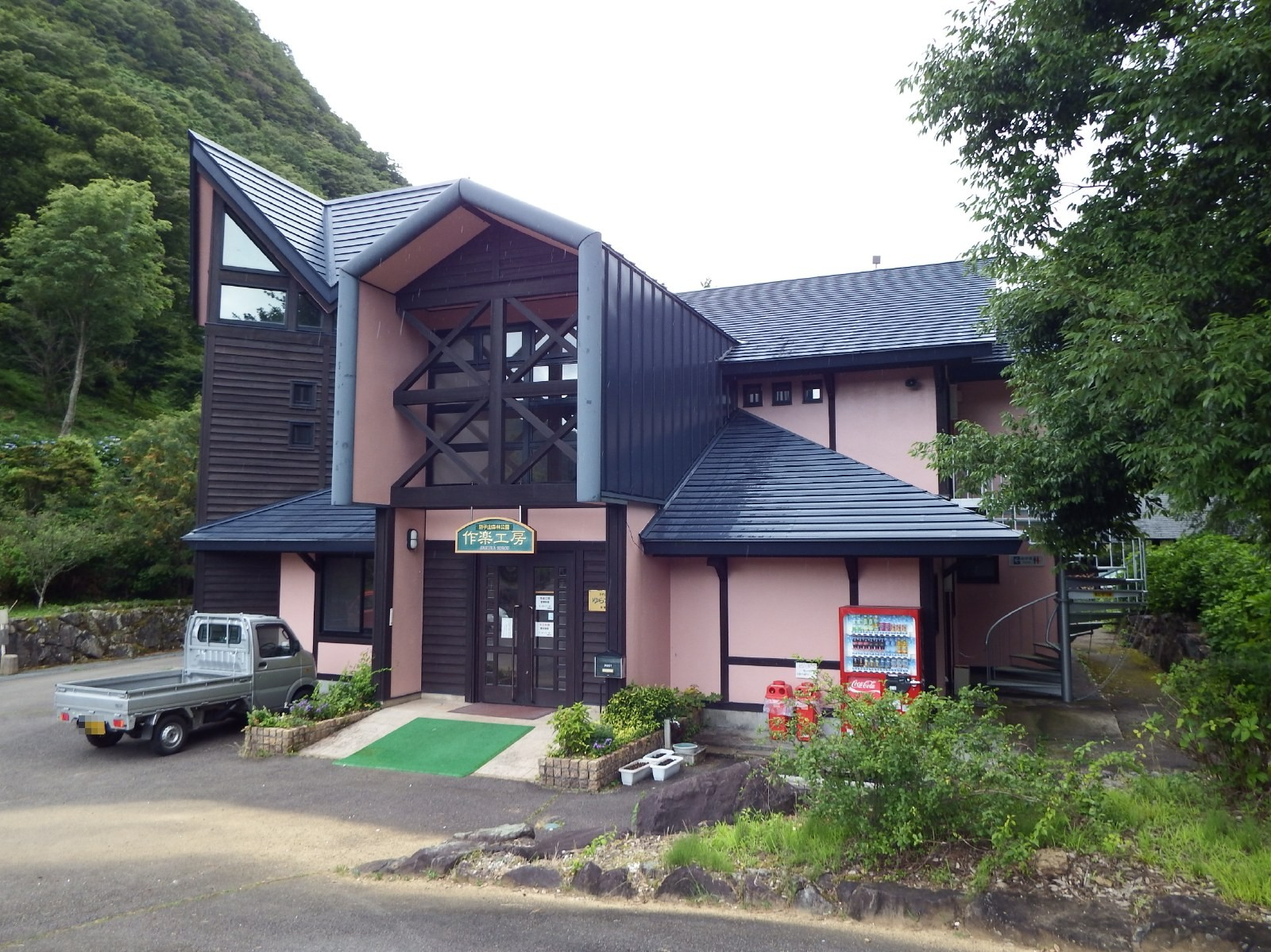
作楽工房
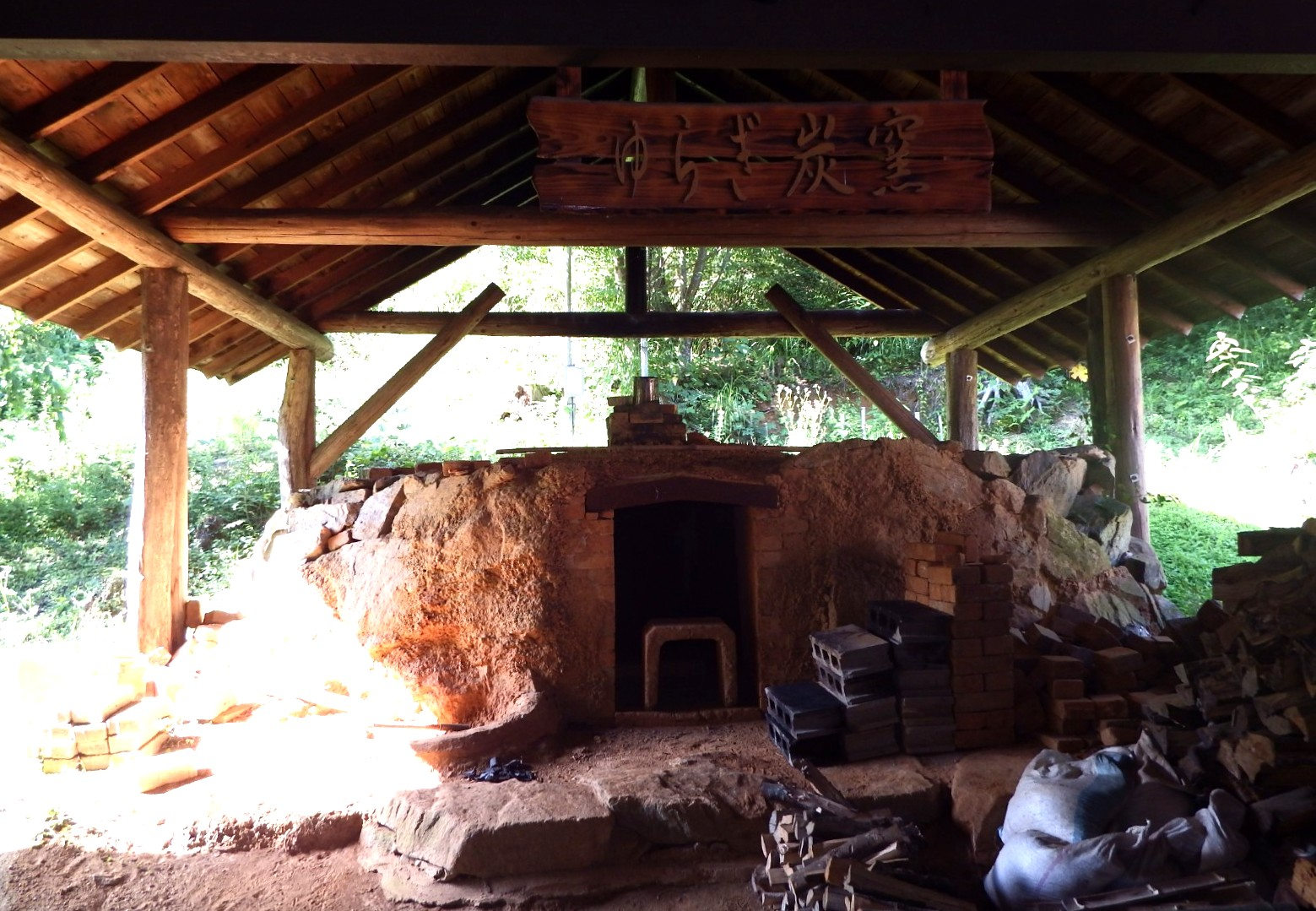
炭工房の炭窯
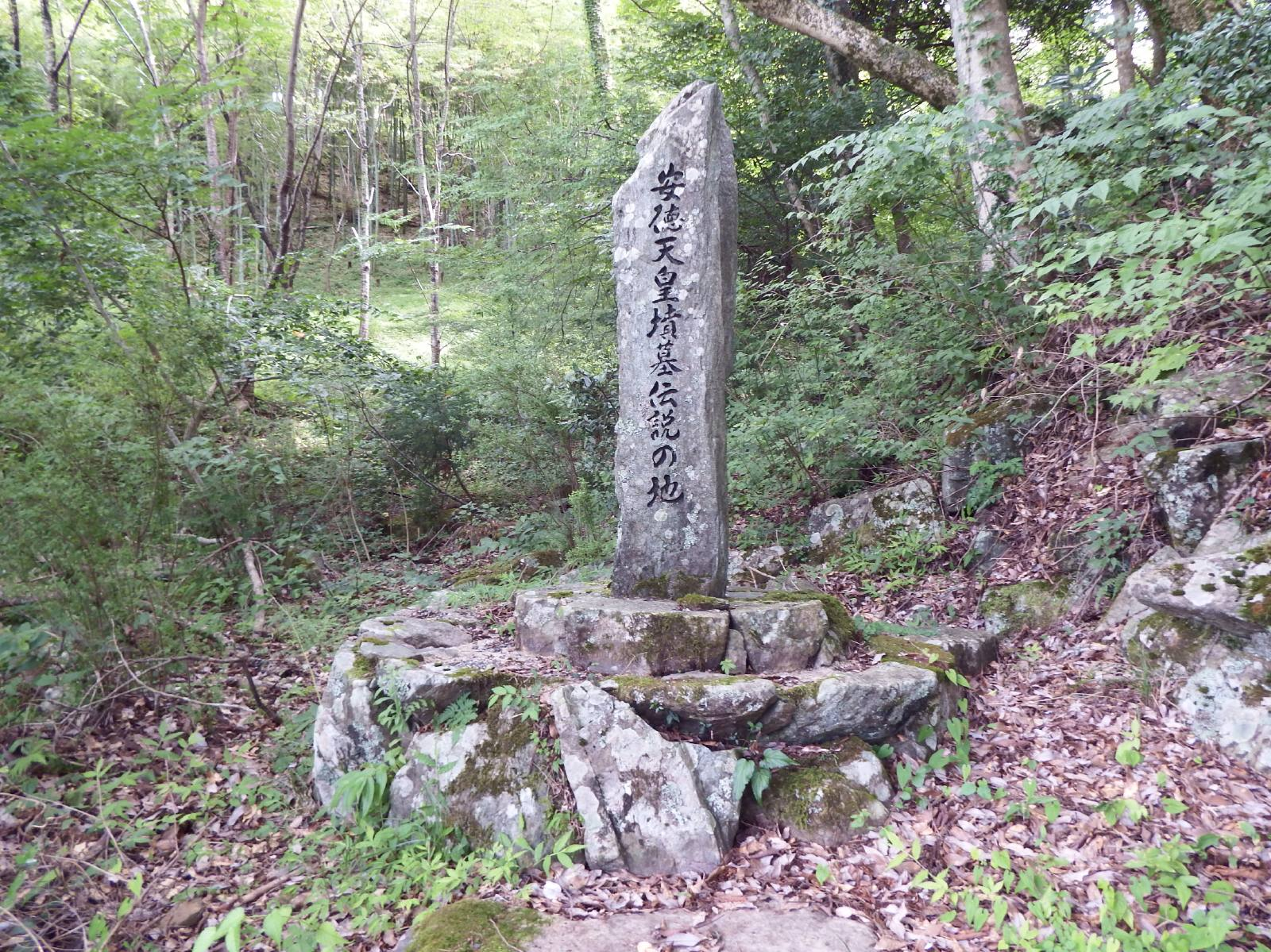
安徳天皇墳墓伝説の地
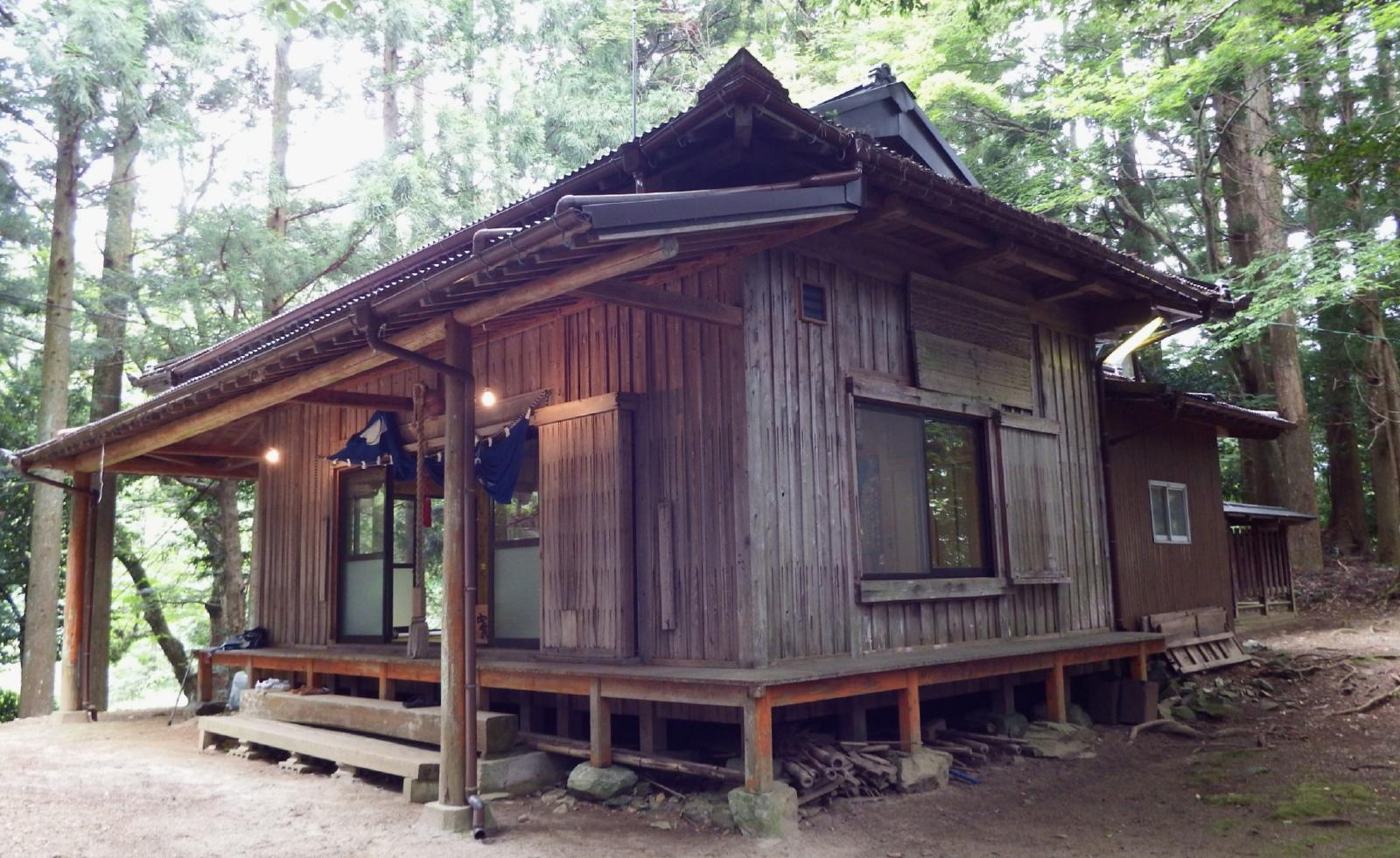
山城八幡神社拝殿

## 所在地

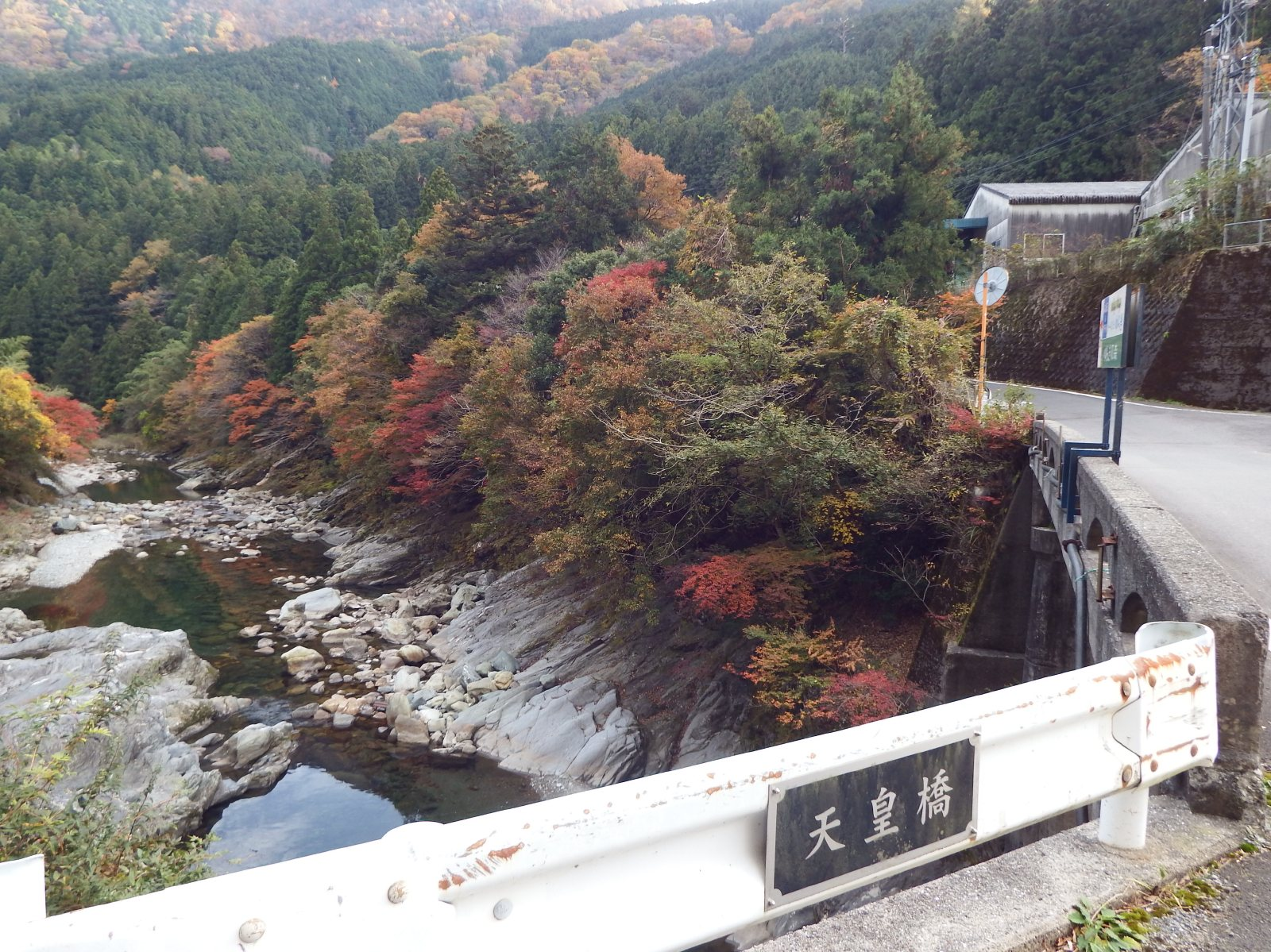
別子山　天皇橋

愛媛県新居浜市別子山大湯甲122番地（新居浜市街から車で約1時間半）
別子山のメイン道路である県道6号線から天皇橋を渡って上がって行く。
- 歌碑：土井晩翠「玲瓏の心の眼あけ千萬の 宝秘めたる天地を見よ」が天皇橋バス停横にある。